# Avenue Armand-Guillebaud
L'avenue Armand-Guillebaud est une voie de communication d'Antony dans les Hauts-de-Seine.

## Situation et accès
D'une longueur de 1 090 mètres, cette avenue prend sur l'avenue de la Division-Leclerc à la hauteur du square du 8-mai-1945 et se poursuit en direction sud-ouest dans Wissous où elle porte le nom de route d'Antony-Charles de Gaulle.
La desserte de cette avenue est assurée par la gare du Chemin d'Antony de la ligne C du RER d'Île-de-France.
De l'ouest vers l'est, à gauche :
- square du 8-mai-1945 ;
- impasse du Pont ;
- avenue Jules-Ferry ;
- avenue Ernest-Renan ;
- rue des Pivoines ;
- cours Jules-Raimu ;
- rue Pablo-Picasso et rue Maurice-Utrillo ;

et à droite :
- rue Dupressoir-Chailloux ;
- passage du Beau-Vallon ;
- rue Chateaubriand ;
- rue des Rabats ;
- rue Pascal.

## Origine du nom
Armand Guillebaud (1904-1942) est un militant communiste, arrêté à son domicile rue des Rabats à Antony, et fusillé comme otage le 11 août 1942 à la forteresse du Mont-Valérien. L'avenue a été nommée en son hommage à la Libération. Une plaque a été apposée à sa mémoire avenue Dumont, à Malakoff.

## Historique
Cette voie est très ancienne, connue sous le nom de chemin d'Antony à Wissous et répertorié chemin vicinal no 4.
Nommée « route de Wissous »,, elle prend le nom d'avenue Armand-Guillebaud par décision du conseil municipal le 25 janvier 1945.
En 2000, c'est une partie de la route départementale D 67a.

## Bâtiments remarquables et lieux de mémoire
Du côté pair :

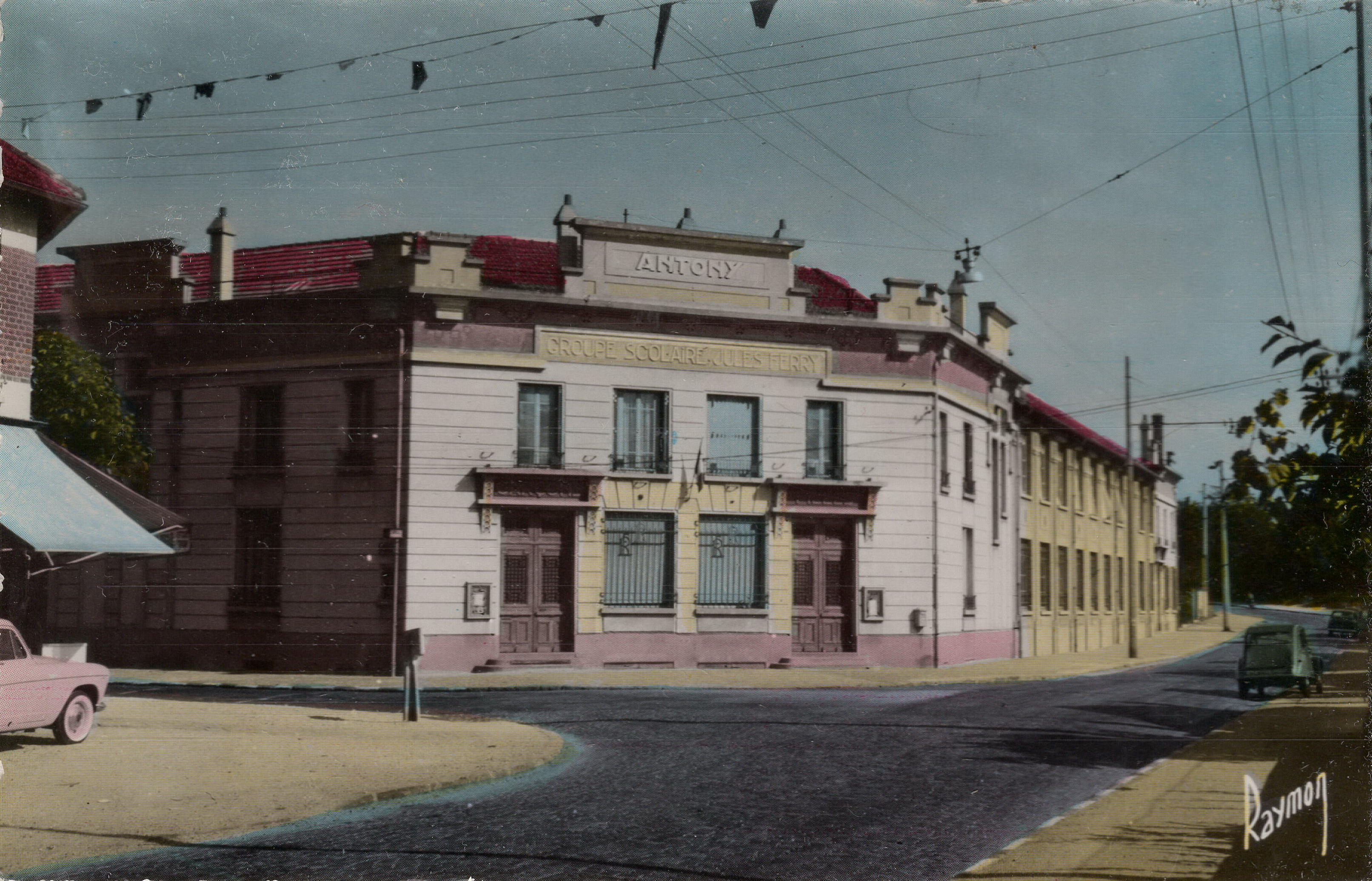
Groupe scolaire Jules-Ferry.

- no 2 : centre de secours des sapeurs-pompiers, construit à la fin des années 1990 ;
- après le no 54, la route passe sous la voie ferrée du RER C, à un point particulièrement bas de la commune.

Du côté impair :
- no 1 : square du 8-Mai-1945, à l'angle de la rue Rabelais et de l'avenue de la Division-Leclerc. De l'autre côté de la rue Rabelais, se trouve le monument au maréchal Leclerc, inauguré le 15 octobre 1950[6] ;
- no 41 : l'école primaire Jules-Ferry. Le bâtiment date de la fin du XIXe siècle et fut utilisé en juin 1940 comme lieu de regroupement de prisonniers de guerre.
- no 143 : l'établissement public de santé Erasme, ouvert en 1982[7].